# José Fábio Santos de Oliveira
José Fábio Santos de Oliveira (nacido el 21 de abril de 1987) es un futbolista brasileño que se desempeña como delantero.
Jugó para clubes como el Mito HollyHock, Shonan Bellmare, Gama, Botafogo, Tokushima Vortis, São Caetano, Vitória y Ponte Preta.

## Trayectoria

### Clubes
| Club             | País          | Año         |
| ---------------- | ------------- | ----------- |
| Mito HollyHock   | Japón         | 2005        |
| Shonan Bellmare  | Japón         | 2006        |
| Coruripe         | Brasil        | 2006        |
| Gama             | Brasil        | 2007        |
| Villa Rio        | Brasil        | 2007        |
| Botafogo         | Brasil        | 2008        |
| Tokushima Vortis | Japón         | 2009        |
| São Caetano      | Brasil        | 2010        |
| Oeste            | Brasil        | 2011        |
| Avaí             | Brasil        | 2011        |
| Vitória          | Brasil        | 2011        |
| Red Bull Brasil  | Brasil        | 2012        |
| Daegu FC         | Corea del Sur | 2013        |
| Oeste            | Brasil        | 2013 - 2014 |
| Ponte Preta      | Brasil        | 2015        |
| América          | Brasil        | 2015        |
| Central          | Brasil        | 2015        |
| URT              | Brasil        | 2016        |